# Scinax kennedyi
Espèce
Synonymes
- Hyla kennedyi Pyburn, 1973

Statut de conservation UICN

 LC  : Préoccupation mineure
Scinax kennedyi est une espèce d'amphibiens de la famille des Hylidae.

## Répartition
Cette espèce se rencontre en dessous de 400 m d'altitude dans les Llanos dans l'est de la Colombie dans le département de Vichada et dans le nord de l'État d'Amazonas au Venezuela,.

## Étymologie
Cette espèce est nommée en l'honneur du docteur J. P. Kennedy.

## Publication originale
- Pyburn, 1973 : A New Hylid Frog from the Llanos of Colombia. Journal of Herpetology, vol. 7, no 3, p. 297-301.